# Kodeks Aleksandryjski
Kodeks Aleksandryjski (łac. Codex Alexandrinus, Londyn, British Library, MS Royal 1. D. V-VIII, oznaczany symbolami A albo 02 Gregory-Aland, δ 4 Soden) – manuskrypt greckiej Biblii, tj. Septuaginty oraz Nowego Testamentu w języku greckim, pisany majuskułą na pergaminie. Sporządzono go w V wieku w Egipcie.
Manuskrypt został nazwany Aleksandryjskim, ponieważ patriarcha Cyryl Lukaris miał przywieźć go z Aleksandrii. Po raz pierwszy nazwa ta została zastosowana przez biskupa Briana Waltona w 1657 roku w Poliglocie londyńskiej. Przedtem był określany jako Codex Regius albo Biblia Tekli. Wettstein w 1751 roku oznakował go symbolem A na liście kodeksów majuskułowych Nowego Testamentu. W ten sam sposób oznaczał go później Griesbach i inni bibliści. Gregory nadał mu siglum 02. Na liście rękopisów Septuaginty według klasyfikacji Alfreda Rahlfsa również został oznaczony symbolem A.
Codex Alexandrinus jest jednym z czterech wielkich kodeksów biblijnych, wraz z Kodeksem Synajskim i Watykańskim jest jednym z najwcześniejszych i najbardziej kompletnych rękopisów greckiej Biblii. Po przywiezieniu do Anglii uzyskał opinię najlepszego rękopisu biblijnego przechowywanego na Wyspach Brytyjskich i cieszył się nią aż do chwili nabycia przez Bibliotekę Brytyjską Kodeksu Synajskiego. Przechowywany jest w Dziale Manuskryptów British Library w Londynie (wraz z Kodeksem Synajskim).

## Zawartość
Kodeks Aleksandryjski pierwotnie składał się z 820 pergaminowych kart, z których większość związana była w foliały in quarto (dzisiaj sześć podwójnych kart w foliale). Zachowały się 773 karty kodeksu (32 na 26 cm), z czego 630 przypada na Stary Testament, 143 na Nowy Testament.
Kodeks podzielony został na cztery tomy (279 + 238 + 118 + 144 kart). Trzy pierwsze stanowią większą część tekstu Septuaginty, greckiego przekładu Starego Testamentu, wraz z 3 Księgą Ezdrasza, 3-4 Machabejskimi, Psalmem 151 i Psalmami Salomona. Czwarty tom zawiera Nowy Testament wraz z (niekanonicznymi) Listami Klemensa. Tylko 10 kart Starego Testamentu zaginęło, znacznie mniej niż w przypadku kodeksów Synajskiego i Watykańskiego. Natomiast w Nowym Testamencie zaginęło 31 kart.
W Starym Testamencie brakuje:
- 1 Sm 12,17 – 14,9 (1 karta);
- Ps 49,20 – 79,11 (9 kart)[11].

Ponadto niektóre karty ST zostały uszkodzone, zawierają one następujące teksty: Rdz 1,20-25; 1,29-2,3; Kpł 8,6.7.16; Syrach 50,21n; 51,5.
W Nowym Testamencie brakuje:
- 25 pierwszych kart Ewangelii Mateusza i tym samym zaczyna się dopiero od Mt 25, 6;
- karty 71 i 72 z Ewangelii Jana (J 6, 50 – 8, 52);
- trzech kart (nie są ponumerowane) w 2. Liście do Koryntian (2 Kor 4, 13 – 12, 6)[8].
- niemal każda karta Apokalipsy jest uszkodzona na krawędziach[13].
- 1 Klemensa 57,7-63 (1 karta) i 2 Klemensa 12,5a-fin. (2 karty)[14].
- Wycięty został ozdobiony kolofon na końcu Listu do Filemona[15].

Księgi Nowego Testamentu (tom czwarty kodeksu) ułożone są w następującej kolejności: cztery Ewangelie, Dzieje Apostolskie, Listy powszechne, Listy Pawła (List do Hebrajczyków umieszczony został pomiędzy 2. Tesaloniczan a 1. Tymoteusza), Apokalipsa św. Jana. Pierwotnie Listy powszechne poprzedzały Dzieje Apostolskie.
Tekst kodeksu nie zawiera następujących wierszy:
- Marek 15,28 jak w kodeksach א, B, C, D, Ψ, lekcjonarze, d, k, syrosynajski, copsa, bo, fay[17][18];
- Łukasz 22,43-44 (krwawy pot Jezusa);
- Pericope adulterae (Jan 7,53-8,11);
- Dzieje 8,37; 15,34; 24,7; 28,29[19];
- Rzymian 16,24[20].

Kodeks Aleksandryjski jest ważnym rękopisem w dyskusji nad autentycznością pericope adulterae (perykopa o kobiecie cudzołożnej), pomimo iż w tym fragmencie brakuje dwóch kart (Jan 6,50-8,52). Jednak liczba linijek tekstu dowodzi, iż nie było go w tekście, gdyż dla tego fragmentu brakuje w kodeksie miejsca (podobnie jak w przypadku Kodeksu Efrema).

## Opis

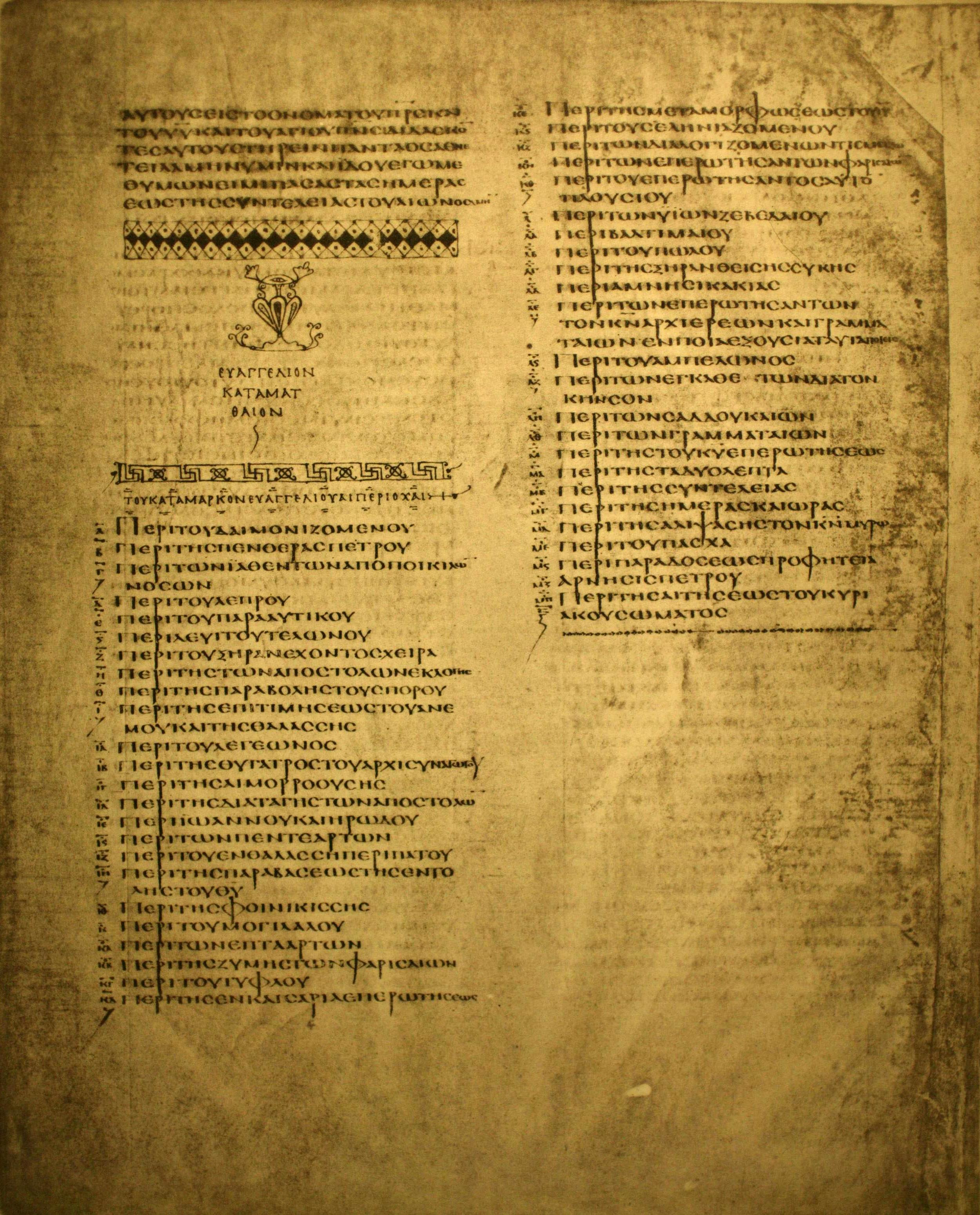
Koniec Ew. Mateusza oraz lista κεφαλαια do Ew. Marka

Kodeks został sporządzony na welinie. Karty na krawędziach z wiekiem uległy zniszczeniu i zostały przycięte w czasach nowożytnych. Pergamin często jest odbarwiony na krawędziach. Dodatkowe uszkodzenia kodeksu powstały również na skutek ignorancji oraz niedbałości jego byłych właścicieli. Karty mają wiele dziur, zostały przeżarte przez atrament, są powyginane od dotykania, często pozaginane na rogach. Atrament w wielu miejscach łuszczy się. Dopiero w XIX wieku dotykanie kart kodeksu zostało ściśle zabronione. Wyjątek stanowią sytuacje, kiedy wymaga tego dobro kodeksu.
Tekst kodeksu pisany jest w dwóch kolumnach na stronę, w jednej kolumnie mieści się zwykle 49-51 linijek (czasem 46–52 linii), każda linijka zawiera średnio 20-25 liter – wielkiej, regularnej uncjały. Litery są nieco mniej eleganckie niż w Kodeksie Synajskim i Watykańskim. W ostatniej księdze Nowego Testamentu, Apokalipsie, stają się nieco mniejsze i mniej regularne. Apokalipsa pisana jest z mniejszą dbałością. Początkowe linie każdej z ksiąg pisane są czerwonym atramentem, a poszczególne sekcje tekstu ksiąg oznakowane są wielką literą pisaną na marginesie (inicjał) przed kolumną tekstu (podobnie w Kodeksie Efrema). Słowa pisane są w sposób ciągły na całej długości linijki i na ogół nie ma żadnych przerw pomiędzy wyrazami, z wyjątkiem nielicznych miejsc. Litery są okrągłe, pozbawione akcentów i tylko w niektórych miejscach znajdują się przydechy (prawdopodobnie dodane przez późniejszą rękę). Litery są większe od tych, które stosuje Kodeks Watykański. Poetyckie księgi Starego Testamentu pisane są stychometrycznie.
Cytaty Starego Testamentu w nowotestamentowym tekście oznakowane zostały na marginesie przy pomocy znaku 〉. Jedyne dekoracje kodeksu występują na końcu każdej księgi w kolofonach. Wielkie litery na marginesie oznaczają początek nowej sekcji, podobnie jak w kodeksach Efrema i Kodeksie Bazylejskim. Kodeks Aleksandryjski jest najstarszym rękopisem Nowego Testamentu, który przy pomocy inicjałów oznacza nowe sekcje.
Bardzo często w Kodeksie Aleksandryjskim występuje błąd izofonii – zamiany samogłosek na inne podobnie brzmiące. Litery Ν oraz Μ są czasem mylone, dyftong ΓΓ zastępowany jest przez ΝΓ. Bywa to podawane jako argument świadczący za Egiptem jako miejscem powstania rękopisu, jednak pogląd ten nie jest powszechnie uznawany. Stosunkowo często spotykane są itacyzmy (dyftong αὶ bywa zamieniany na ε, εὶ na ὶ oraz η na ὶ), jednak liczba tych błędów nie jest większa niż w innych rękopisach z tego okresu.
Charakter pisma tekstu od początku Ewangelii Łukasza do 1 Koryntian 10,8 różni się od pozostałych partii rękopisu. Niektóre litery uzyskują koptyjskie kształty (np. Α, Μ, Δ, oraz Π), są szersze lub większe niż w innych tekstach greckich tego okresu. Delta ma wydłużoną podstawę, zaś Pi – poziomą kreskę u góry. Numery nie są pisane przy pomocy skrótów literowych. Wyjątek stanowią wersety Ap 7,4; 21,17. Końcowe partie kodeksu (Apokalipsa i Listy Klemensa) są pisane niestarannie, zawierają dużo błędów w transkrypcji, jednak zjawisko to występuje nie tak często, jak w Kodeksie Synajskim i Kodeksie Watykańskim.
Korekty dokonywano w późniejszym okresie. Poprawki nanoszone przez skrybę nie należą do częstych.

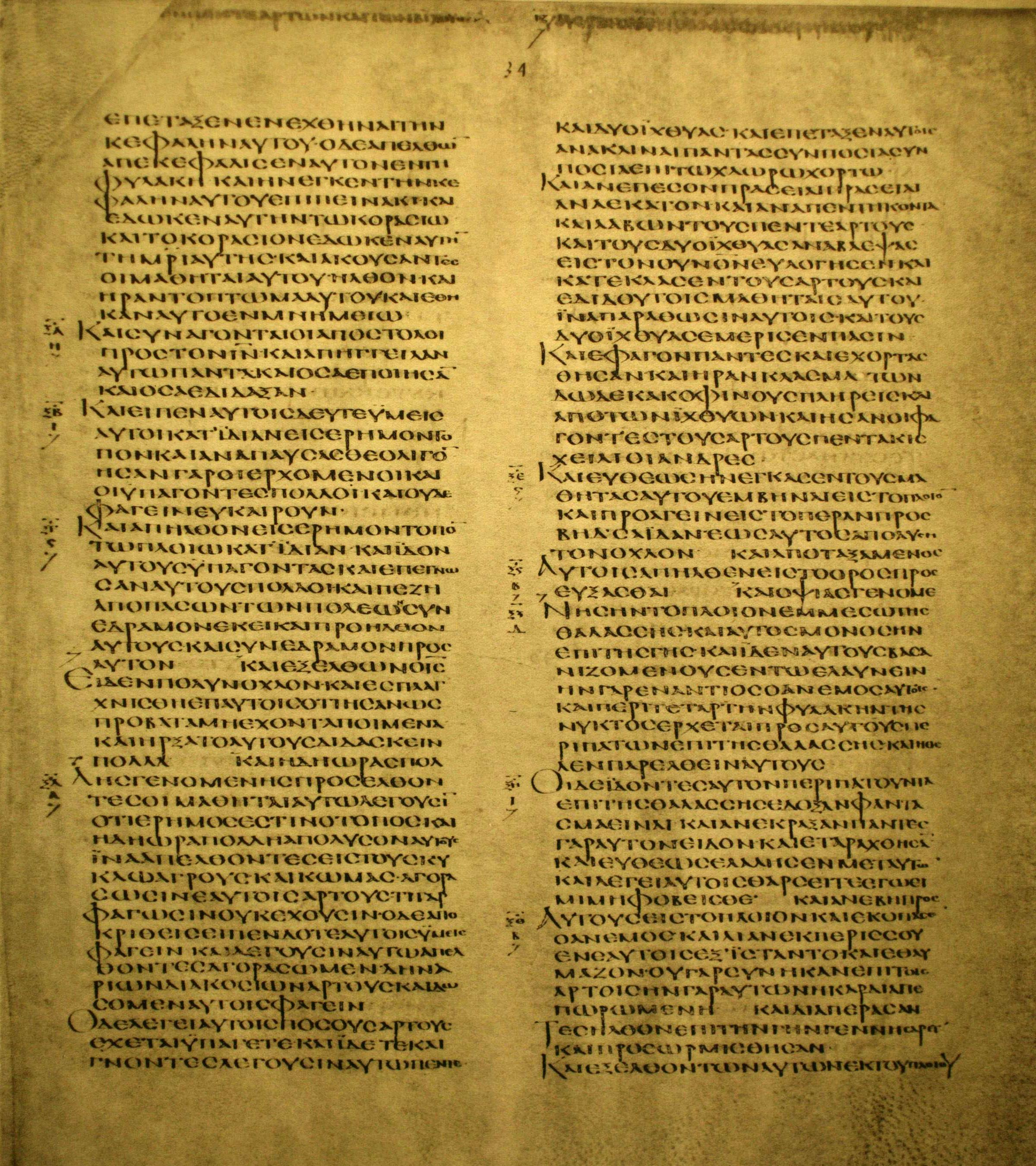
Strona kodeksu z tekstem Mk 6,27-54; długość odstępów pomiędzy akapitami zależy od treści

Uncjała kodeksu ma nieco prostszy niż w kodeksach Synajskim i Watykańskim. Na końcu linijki litery nieraz są mniejsze, a pismo bardziej wyblakłe i trudno czytelne. Punktacja jest często stosowana, zazwyczaj na wysokości poprzedzającej litery. Rozmiar przerw między akapitami zależy od tego, czy nowy ustęp kontynuuje myśl poprzedniego, czy rozpoczyna nowy wątek. Na końcu każdej księgi umieszczony jest kolofon zdobiony arabeską pochodzącą od oryginalnego skryby (prima manu).
Tekst czterech Ewangelii został podzielony na dwa sposoby: według Sekcji Ammoniusza oraz κεφάλαια (rozdziały). Numery w Sekcjach Ammoniusza z odniesieniami do Kanonów Euzebiusza stoją na marginesie tekstu ewangelicznego. Podział ten zastosowano też w Kodeksie Synajskim. Według drugiego systemu, κεφάλαια, tekst został podzielony na większe. Numery κεφάλαια umieszczono na marginesie lewym, zaś ich τίτλοι (tytuły) – na marginesie górnym. W Ewangelii Łukasza i Jana numery κεφάλαια znajdują się na marginesie każdej kolumny. Każda z Ewangelii na początku posiada listę κεφάλαια. Wyjątkiem jest Ewangelia Mateusza, która ma wielką lukę.
Tekst Dziejów Apostolskich oraz Listów nie jest dzielony według rozpowszechnionego później Aparatu Eutaliusza; tekst Apokalipsy dzielony jest według bliżej nieokreślonego systemu. W Dziejach okazjonalnie pojawia się znak krzyża dla oznaczenia poszczególnych sekcji. Większe litery na marginesie przez cały Nowy Testament oznaczają początek akapitu.
Liczba skrybów była tematem dyskusji, podobnie jak w przypadku kodeksów Synajskiego i Watykańskiego. Zdaniem Kenyona tekst kodeksu wyszedł spod ręki pięciu skrybów: dwaj z nich mieli sporządzić tekst Starego Testamentu (skryba I i II), a trzej – Nowy Testament (skryba III, IV i V). Skeat oraz Milne, którzy dysponowali lepszymi narzędziami dla takich badań (lampa ultrafioletowa), argumentowali, że było tylko dwóch, ewentualnie trzech skrybów. Kenyon nie zgadzał się z ich ustaleniami i w 1939 roku, polemizując z ich opinią, zarzucał im nieuwzględnienie niektórych z istotnych różnic w charakterze pisma. Współcześni paleografowie, tacy jak Metzger, Aland, Hernández, Jongkind i inni, opowiadają się za liczbą skrybów określoną przez Skeata i Milne.
W tekście rękopisu zostało naniesionych wiele korekt. Część z nich pochodzi od oryginalnego skryby, ale większość jest dziełem późniejszych korektorów. Poprawione formy zgadzają się z tekstem kodeksów D, N, X, Y, Γ, Θ, Π, Σ, Φ i ze zdecydowaną większością minuskułowych rękopisów. Kenyon zaobserwował, że tekst Kodeksu Aleksandryjskiego nosi wiele korekt, jakkolwiek nie wszystkie księgi były w takim samym stopniu poprawiane. W Pentateuchu (pięć pierwszych ksiąg Biblii) całe zdania zostały wytarte, a na ich miejsce naniesiono nowe. Księgi Królewskie są ostatnimi księgami poddane systematycznym korektom. W Księdze Apokalipsy tylko 1 spośród 84 unikatowych wariantów tekstu został poprawiony (na przykład w Kodeksie Synajskim w tekście Apokalipsy poprawiono w VII wieku 120 spośród 201).
Każda karta posiada arabską numerację – w dolnym marginesie na stronie verso (odwrotnej). Numery te nadano w czasach, gdy kodeks znajdował się w Aleksandrii. Pierwsza zachowana karta Ewangelii Mateusza nosi numer 26. To oznacza, że 25 pierwszych ponumerowanych kart zaginęło. W ten sam sposób ustalono, że nie zachowały się dwie karty w Ewangelii Jana, zaś trzy karty z 2 Koryntian zaginęły przed sporządzeniem numeracji.

## Tekst
Krytycy tekstu mieli niełatwe zadanie z ustaleniem przynależności tekstualnej Kodeksu Aleksandryjskiego, a jego dokładna zależność względem innych rodzin tekstowych jest wciąż dyskutowana.
W Ewangeliach przekazuje tekst bizantyński i jest najstarszym greckim rękopisem zawierającym tekst bizantyński. Statystycznie aż 56% jego wariantów potwierdza tekst bizantyński przeciwko „oryginalnemu”, jednak ze względu na swoje historyczne walory oraz na wagę szczególnych wariantów, nie występujących w głównych tradycjach tekstualnych, zaliczony został do III kategorii Alanda. W pozostałych księgach Nowego Testamentu występuje tekst aleksandryjski, który przyporządkowano do I kategorii Alanda. Tekst Ewangelii jest problematyczny zarówno dla zwolenników tekstu bizantyjskiego, jak i jego przeciwników, ponieważ zdecydowanie odbiega od standardowego tekstu bizantyjskiego, zawiera wiele wariantów charakterystycznych dla tekstu aleksandryjskiego i nie sposób zaklasyfikować go do jakiejkolwiek podrodziny tekstu bizantyjskiego. Najbliżej jest do rodziny Π, zwłaszcza w Ewangelii Marka, jednak nigdy nie był do tej rodziny zaliczany. Jedynie tekst kodeksu 069 pokrywa się całkowicie z Kodeksem Aleksandryjskim. Jest to jednak bardzo fragmentaryczny rękopis i dlatego pod względem tekstualnym tekst Ewangelii Kodeksu Aleksandryjskiego jest osamotniony.
Kodeks jest najstarszym greckim rękopisem przekazującym tekst bizantyjski. Streeter uważał, że jest najstarszym greckim rękopisem, zawierającym tekst zbliżony do tego, który wyszedł spod ręki Lucjana Antiocheńskiego, choć niektóre, niezgodne z tradycją bizantyjską, fragmenty Ewangelii zdają się mieć wcześniejszą metrykę.
| Różnice pomiędzy Rodziną Π a Kodeksem Aleksandryjskim w Marku 10,50-51                                                                                       | |                                   |
| Rodzina Π | Codex Alexandrinus (oraz 069) | Charakter różnic                  |
| ο δε αποβαλων το ιματιον αυτου αναστας ηλθε προς τον ιν̅· και αποκριθεις ο ις̅ λεγει αυτω τι σοι θελεις ποιησω; ο δε τυφλος ειπεν αυτω· ραββουνι ινα αναβλεψω· | ο δε αποβαλων το ιματιον αυτου αναστας ηλθεν προς τον ιν̅· και αποκριθεις λεγει αυτω ο ις̅ τι θελεις ποιησω σοι· ο δε τυφλος ειπεν αυτω· ραββουνι ινα αναβλεψω· | – Ν εφελκυστικον kolejność słów – |

W pozostałych księgach Nowego Testamentu, od Dziejów po Apokalipsę, kodeks przekazuje tekst Nowego Testamentu według aleksandryjskiej tradycji. Pod względem tekstualnym w Listach Pawła jest bliższy Kodeksowi Synajskiemu niż Watykańskiemu. W innych partiach kodeksu teksty NT wykazują podobieństwo do kilku rękopisów papirusowych (w Dziejach dla {\displaystyle {\mathfrak {P}}^{74}}, w Apokalipsie dla {\displaystyle {\mathfrak {P}}^{47}}). Tekst Dziejów często jest zgodny z cytatami Atanazego. W Listach powszechnych reprezentuje podrodzinę tekstu aleksandryjskiego, odmienną zarówno od Sinaiticus, jak i Vaticanus. Apokalipsa zapisana w Kodeksie Aleksandryjskim często pokrywa się z zawartą w Kodeksie Efrema, tym samym odchodzi od jej wariantu przekazanego w Kodeksie Synajskim oraz {\displaystyle {\mathfrak {P}}^{47}}.
Obecnie w wydaniach greckiego Nowego Testamentu, w tekście Ewangelii, Kodeks Aleksandryjski jest cytowany w aparacie krytycznym jako trzeciorzędny świadek, podczas gdy w pozostałych księgach NT jako świadek pierwszorzędny. W Starym Testamencie często zgadza się z Kodeksem Synajskim. W Apokalipsie oraz kilku księgach Starego Testamentu jego tekst traktowany jest dziś jako najlepszy.
Niektóre warianty
W Pwt 31,15 stosuje εν στυλω (w słupie) dla εν νεφελη (w obłoku);
W Joz 11,42 stosuje ελαβεν (wziął) dla επαταξεν (uderzył);
W Joz 11,1 stosuje μαδων dla μαρρων;
W Sdz 18,30 Kodeks Aleksandryjski stosuje υιου Μωυση, podczas gdy Kodeks Watykański – υιος Μανασση;
W Ezdr 10,22 (9,22 LXX) stosuje imię Ωκιδηλος (Vaticanus – Ωκαιληδος) dla Jozabad;
W Ps 9,35 stosuje κοπον (trud) dla πονον (ból);
W J 1,39 jako jedyny rękopis zawiera unikatowy wariant ωρα ην ως εκτη (około szóstej godziny), zamiast ωρα ην ως δεκατη (około dziesiątej godziny).
W Dz 8,39 zamiast πνεῦμα κυρίου (Duch Pana) zawiera rzadki wariant πνεῦμα ἅγιον ἐπέπεσεν ἐπὶ τὸν εὐνοῦχον, ἄγγελος δέ κυρίου ἥρπασεν τὸν Φίλιππον (Duch Święty spadł na eunucha, a anioł Pana porwał Filipa); wariant ten wspierają niektóre minuskułowe rękopisy NT: 94, 103, 307, 322, 323, 385, 453, 467, 945, 1739, 1765, 1891, 2298, 2818, itp, vg, syrh.
W Dz 11,20 reprezentuje wariant Ἕλληνας (Greków) zamiast Ἑλληνιστάς (hellenistów); wariant ten jest wspierany tylko przez {\displaystyle {\mathfrak {P}}^{74},} naniesiony został w Sinaiticus przez korektora c oraz przez Kodeks Bezy.
W Dz 20,28 przekazuje wariant του κυριου (Pana) – zamiast του θεου (Boga) – razem z kodeksami {\displaystyle {\mathfrak {P}}^{74}} Kodeks Efrema* Kodeks Bezy E Ψ 33 36 453 945 1739 1891.
W Rzymian 2,5 przekazuje wariant ανταποδοσεως (odpłaty), pozostałe rękopisy mają αποκαλυψεως (objawienia).
W Efezjan 1,7 przekazuje χρηστοτητος zamiast χαριτος, wariant jest wspierany przez kodeks 365 oraz copbo.
W Efezjan 4,14 przekazuje wariant του διαβολου (diabła) zamist της πλανης (zwodziciela).
W 1 Tm 3,16 przekazuje wariant ὃς ἐφανερώθη (który został objawiony) wspierany przez Sinaiticus, Efrema, Boernerianus, 33, 365, 442, 2127, ℓ 599, przeciwko θεὸς ἐφανερώθη (Bóg się objawił) (Sinaiticuse, A2, C2, Dc, K, L, P, Ψ, 81, 104, 181, 326, 330, 436, 451, 614, 629, 630, 1241, 1739, 1877, 1881, 1962, 1984, 1985, 2492, 2495, Byz, Lect).
W 1 J 5,6 przekazuje wariant δι' ὕδατος καὶ αἵματος καὶ πνεύματος (przez wodę i krew i ducha), obecny w następujących rękopisach: Sinaiticus, 104, 424c, 614, 1739c, 2412, 2495, ℓ 598m, syrh, copsa, copbo, Orygenes.
W Ap 1,17 posiada unikatowy wariant πρωτοτοκος (pierworodny) zamiast πρωτος (pierwszy).
W Ap 5,9 przekazuje wariant tekstualny ἠγόρασας τῷ θεῷ (odkupił dla Boga); wariantu tego nie wspiera żaden grecki rękopis, występuje on tylko w etiopskich rękopisach.

## Historia

### Miejsce powstania kodeksu
Miejsce powstania Kodeksu Aleksandryjskiego jest nieznane. Według najbardziej prawdopodobnej hipotezy rękopis pochodzi z Aleksandrii. Jako pierwszy na to miasto wskazał Cyryl Lukaris. Jego teoria oparta jest na arabskiej nocie na folio 1, pochodzącej z XIII lub XIV wieku: Oprawiony dla patriarszej celi w twierdzy Aleksandria. Ktokolwiek go stąd zabierze, zostanie ekskomunikowany i odłączony. Napisany przez pokornego Atanazego. Autor noty jest identyfikowany z Atanazym III, patriarchą Aleksandrii w latach 1276–1316.
Francis Crawford Burkitt jako pierwszy zakwestionował wskazanie na Aleksandrię. Jego zdaniem rękopis został sporządzony w Konstantynopolu, na co wskazuje zawarty w nim tekst bizantyjski (tylko w Ewangeliach). Kodeks został znaleziony na górze Athos, w 1616 roku Cyryl zawiózł go do Aleksandrii. Notę „Atanazego pokornego” interpretował w taki sposób: Oprawiony do patriarchalnych cel w Twierdzy Aleksandrii. Ten, który pozwoli go wywieźć zostanie przeklęty i zniszczony. Pokorny Atanazy napisał (to). Nota ta według niego powstała w XVII wieku i została sporządzona przez osobę, która pracowała w bibliotece Cyryla. Stanowisko Burkitta poparła Silva Lake. Frederic G. Kenyon kontrargumentował, że Cyryl, odkrywca kodeksu, wierzył w jego egipskie pochodzenie.
Streeter zaproponował Cezareę Nadmorską lub Bejrut jako miejsce powstania kodeksu, ponieważ tekst kodeksu jest eklektyczny, w Ewangeliach reprezentuje tradycję antiocheńską, natomiast w Dziejach i Listach tradycję aleksandryjską, co sugeruje, że powstał na skrzyżowaniu wpływów Antiochii z wpływami Aleksandrii. Tekst Starego Testamentu nie jest zgodny z tradycją aleksandryjską, reprezentuje Hexaplę, która związana jest z tradycją palestyńską. Starotestamentowe cytaty w Nowym Testamencie częściej się nie zgadzają z Vaticanus niż zgadzają i są bliskie cytatom Józefa.
A.S. Fulton w 1938 roku zbadał notę Atanazego za pomocą metody paleograficznej i stwierdził, że winna być datowana na XIII-XIV wiek, XVII wiek jest wykluczony. W 1945 roku T. D. Moschonas opublikował katalog biblioteki patriarchy aleksandryjskiego, w którym zamieścił dwie greckie noty. Obie pochodzą z X-wiecznych rękopisów Jana Chryzostoma, wpisane zostały ręką Atanazego III. Rękopisy przywiezione zostały z Konstantynopola, a owe dwie noty musiały zostać wpisane pomiędzy 1308 a 1316 rokiem. Wprawdzie nota w Kodeksie Aleksandryjskim jest w języku arabskim i dlatego trudno oczekiwać identyfikacji jej charakteru pisma z greckimi notami, jednak styl literacki, zastosowanie tych samych zwrotów i sformułowań, nie pozostawiają wątpliwości, że pochodzić muszą od tego samego autora – Atanazego III.
Według Skeata nota oznacza, że kodeks pierwotnie nie należał do patriarchalnej biblioteki w Aleksandrii. Rękopis został przywieziony z Konstantynopola do Aleksandrii między 1308 a 1316 rokiem, razem z dwoma wspomnianymi uprzednio rękopisami Chryzostoma. Kodeks pozostał w Aleksandrii do roku 1621, kiedy Cyryl sprowadził go ponownie do Konstantynopola. Kwestia, gdzie został napisany – w Aleksandrii czy Konstantynopolu – w dalszym ciągu pozostaje otwarta. Skeat nie próbuje na nią odpowiedzieć i pozostawia tę sprawę dla przyszłych pokoleń badaczy (if any future scholar wishes to claim a Constantinopolitan origin for the Codex Alexandrinus, it is at least open to him to do so). Stanowisko Skeata zaakceptował McKendrick. Jako miejsce powstania rękopisu zaproponował Efez.
Kodeks posiada też łacińską notę na dołączonej w XVII wieku papierowej karcie (podczas oprawiania kodeksu w bibliotece królewskiej), która głosi, że rękopis został dany patriarsze aleksandryjskiemu w 1098 roku (donum dedit cubicuo Patriarchali anno 814 Martyrum). Westcott uznał, że jest to niepoprawna próba odczytania arabskiej noty Atanazego (prawdopodobnie patriarchy Atanazego III). Kenyon uznał, że stwierdzenie to jest nieznanego pochodzenia.
Na egipskie pochodzenie wskazuje wygląd liter (zwłaszcza w nagłówkach). Niektóre z nich mają kształty koptyjskich odpowiedników: przede wszystkim litery: Δ i Π. Pierwsza z nich ma szerszą podstawę, druga zaś szerszą nakładkę u góry. Ponadto paleografowie zauważają, że również litery: A i M przypominają raczej litery koptyjskie niż greckie.

### Data powstania kodeksu

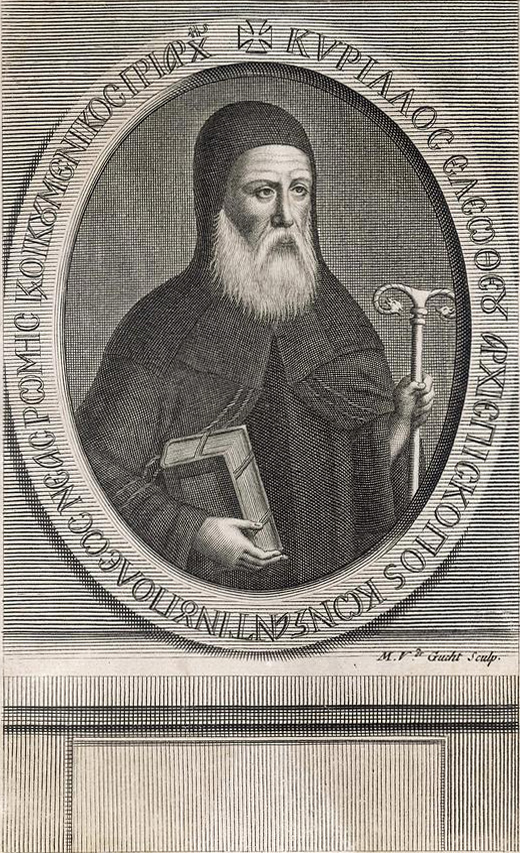
Cyryl Lukaris

Według arabskiej noty marginalnej na odwrocie pierwszego z czterech tomów manuskryptu Kodeks Aleksandryjski został napisany przez niejaką Teklę wkrótce po soborze nicejskim (325) (nie wiadomo, kim w rzeczywistości była Tekla – osoba św. Tekli z Ikonium, męczennicy chrześcijańskiej żyjącej w I w. n.e., a więc trzy wieki wstecz, jest tu wykluczona) – jej autorstwo uznawał Cyryl Lukaris. Informacja o Tekli i czasie powstania kodeksu początkowo znajdowała się na końcu kodeksu. Po stracie końcowych kart została ponownie wpisana w wieku XIII, tym razem do pierwszego tomu. Tak wczesną datę (325 rok) wyklucza jednak paleografia oraz obecność podziału tekstu na tzw. κεφαλαια, którego nie stosują pochodzące z IV wieku Sinaiticus i Vaticanus. Rękopis nie może być datowany wcześniej niż na koniec IV wieku. Tregelles zwrócił uwagę na to, że tekst Nowego Testamentu kodeksu zaczyna się obecnie w Mt 25,6 (po stracie 25 kart), a w bizantyjskim menologion tekst Mt 25,1-13 był czytany w dniu patronalnym św. Tekli, w związku z tym jej imię pojawia się na marginesie pierwszej karty NT-owego tekstu. Nota ta została później błędnie zinterpretowana, a Teklę uznano za autorkę kodeksu. Stanowisko to poparł Scrivener. Gregory wyraził przypuszczenie, że kodeks mógł być sporządzony w klasztorze poświęconym św. Tekli.
Kodeks zawiera List Atanazego o Psalmach pisany do Marcelinnusa, który nie może być datowany wcześniej niż na 373 rok i tym samym jest to terminus post quem kodeksu. Dzieje oraz Listy nie mają podziału tekstu według aparatu Eutaliusza, biskupa Sulci, a to wyznacza terminus ante quem na połowę V wieku. Obecność Listów Klemensa, które były kiedyś czytane w Kościele, sugeruje okres, gdy kanon Nowego Testamentu nie był jeszcze do końca uregulowany. Pewne jest, że pismo rękopisu wygląda na nieco bardziej zaawansowane niż w Kodeksie Watykańskim lub Synajskim, zwłaszcza stosowanie inicjałów dla odróżnienia perykop tematycznych. Posiada też więcej dekoracji, jakkolwiek są one spotykane w starszych rękopisach.
Kodeks zawiera listy κεφαλαια (spis treści) przed każdą z ksiąg Nowego Testamentu, na marginesie tekstu ma numery κεφαλαια (rozdziały), a w górnym marginesie ich τιτλοι (tytuły). To również wskazuje na to, że powstał później niż Sinaiticus i Vaticanus, przy czym koniec IV wieku nie jest wykluczony. Gregory datował jednak kodeks na II połowę V wieku.

### Dalsza historia kodeksu

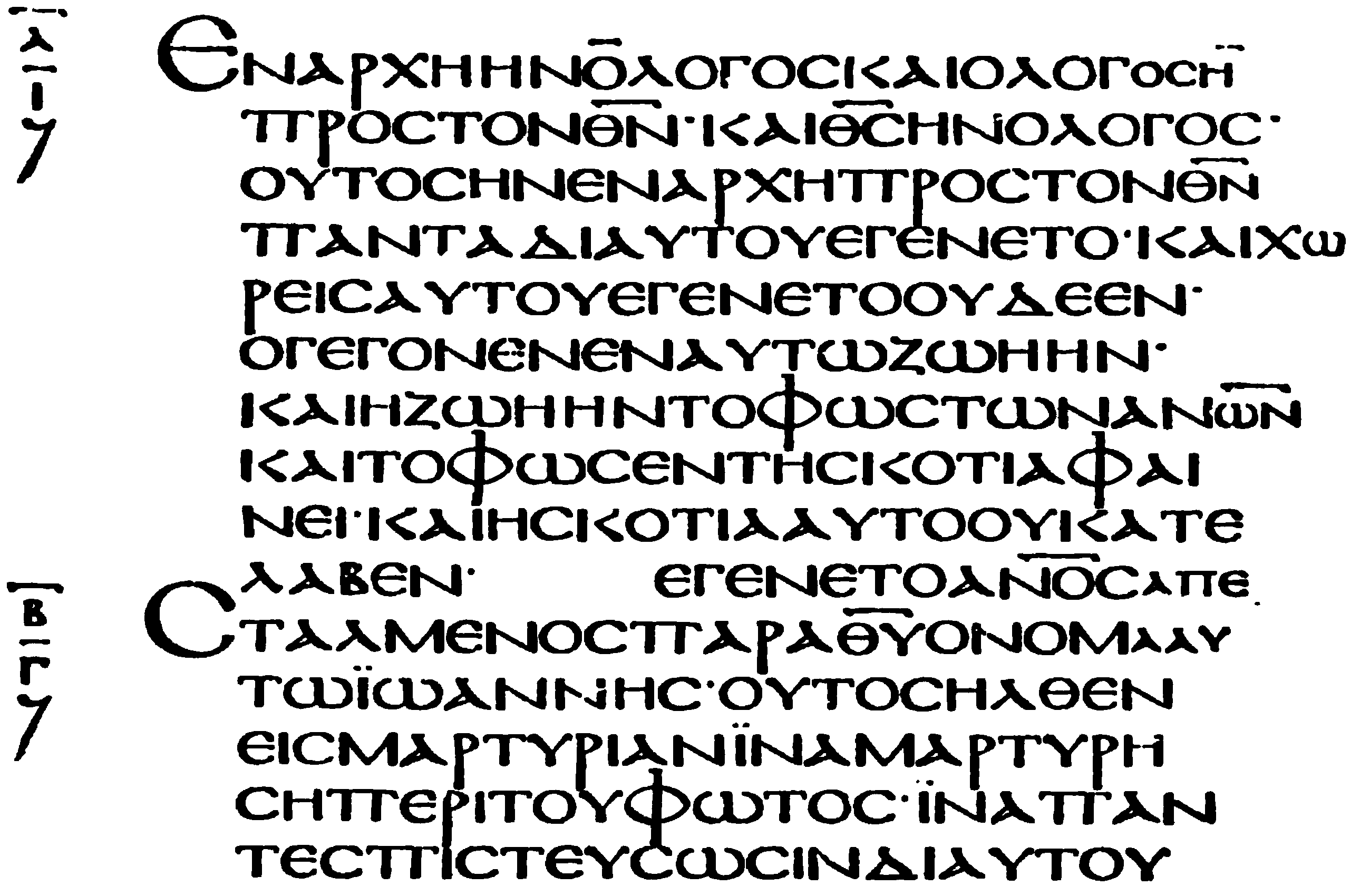
Tekst kodeksu wydany przez Woide metodą facsimile; zawiera tekst Jana 5,1-7

W roku 1621 Kodeks Aleksandryjski znalazł się w Konstantynopolu, a w roku 1624 Cyryl Lukaris, już jako patriarcha Konstantynopola, podarował go królowi Anglii Jakubowi I jako wyraz wdzięczności za okazane mu wsparcie w jego konflikcie z rządem tureckim oraz Kościołem katolickim. Ponieważ Jakub I zmarł w 1625 roku zanim go otrzymał, rękopis został przekazany jego następcy, Karolowi I, w 1627 roku. Początkowo należał do Royal Library, później (od 1757) do British Museum, a od 1973 roku znajduje się w British Library. 23 października 1731 kodeks był zagrożony przez pożar w bibliotece, ale został uratowany przez bibliotekarza Bentleya.
W 1633 roku Patrick Young, bibliotekarz, opublikował oba zawarte w rękopisie Listy Klemensa. Tekst Nowego Testamentu został wykorzystany (cytowany był w przypisach) w Biblia Sacra polyglotta B. Waltona z 1657 roku. W 1730 roku Wettstein bardzo wysoko ocenił tekst kodeksu. Początkowo uważał, że manuskrypt pochodzi z Aleksandrii, jednak w 1751 roku zmienił zdanie i uznał, z klasztoru na górze Athos.
Tekst ST i NT kilkakrotnie był wydawany metodą facsimile, po raz pierwszy (tekst Nowego Testamentu) – w 1786 roku przez Carla Gottfrieda Woide’a (1725-1790). Do tego wydania sporządzono specjalnie przygotowaną drewnianą czcionkę. XVIII-wieczna podobizna kodeksu idealnie naśladuje układ greckich liter oryginału, linijka po linijce, niemal jak w pierwowzorze. Jest to jedno z najlepszych wydań facsimile owych czasów, niemniej Woide nie uniknął pewnych, nielicznych wprawdzie, błędów, np. w 1 Tm 3,16.
W 1816-1828 tekst Starego Testamentu wydał H.H. Baber. W latach 1879–1883 tekst kodeksu został wydany metodą fototypicznego facsimile przez Edwarda Maunde Thompsona. W 1909 roku przez F.G. Kenyon wydał tekst Nowego Testamentu i niektórych partii Starego Testamentu. W roku 2007 tekst kodeksu został zdigitalizowany przez Centrum Badań Manuskryptów Nowego Testamentu w oparciu o wydanie facsimile Edwarda Maunde Thompsona z roku 1879.

## Znaczenie
W tekście Septuaginty ustępuje kodeksom Synajskiemu i Watykańskiemu. Reprezentuje tam recenzję konstantynopolitańską dokonaną przez Pamfila z Cezarei. Wyjątek stanowią niektóre księgi, w których Kodeks Aleksandryjski staje się głównym świadkiem ich tekstu. Kodeks ma też najmniej luk w tekście Septuaginty (tylko siedem straconych kart). W Ewangeliach tekst reprezentuje tradycję bizantyjską i jest trzecim ważnym świadkiem ich tekstu. W Dziejach i Listach Kodeks Aleksandryjski reprezentuje tradycję aleksandryjską i dorównuje dwóm najważniejszym kodeksom z IV wieku – Synajskiemu i Watykańskiemu. W Apokalipsie jest natomiast najważniejszym świadkiem tekstu biblijnego.
Spośród ważnych kodeksów był pierwszym, który stał się dostępny dla biblistów – już w roku 1627 – i dlatego odegrał dużą rolę w krytyce tekstu (Walton, Mill, Bentley, Wettstein). Długo był postrzegany jako najważniejszy rękopis biblijny. W 1730 roku Wettstein nadał mu symbol A, utrwalając tym samym opinię, iż jest najlepszy wśród kodeksów biblijnych. Wettstein ogłosił w swej Prolegomena ad Novi Testamenti Graeci (1730), że jest to najstarszy i najlepszy rękopis biblijny i powinien stanowić podstawę dla wszelkich nowożytnych wydań greckiego Nowego Testamentu. W 1751 roku zmienił nagle swoją opinię i stwierdził, że rękopis powstał na górze Athos, a jego tekst był poprawiany w oparciu o rękopisy łacińskie. Michaelis argumentował, że rękopis powstał w Egipcie znajomość łaciny była nikła w owym czasie, ponadto rękopis przekazuje innych tekst niż rękopisy łacińskie. Griesbach wsparł Michaelisa i twierdził, że tekst rękopisu reprezentuje trzy różne tradycje: bizantyjską w Ewangeliach, zachodnią w Dziejach i Listach powszechnych, oraz aleksandryjską w Listach Pawłowych. Griesbach oznakował rękopis symbolem A.
Dopiero w XIX wieku został wyprzedzony przez kodeksy Watykański i Synajski. Niemniej jednak na Kodeks Aleksandryjski powołują się zwolennicy tekstu bizantyjskiego (Burgon, Scrivener, Hills, Zunts).